# Club Baloncesto Fuenlabrada
El Club Baloncesto Fuenlabrada, S. A. D., conocido por motivos de patrocinio como Flexicar Fuenlabrada, es un equipo de baloncesto español, con sede en la ciudad de Fuenlabrada (Madrid), que disputa la Primera FEB.

## Historia

### Los inicios
Club creado en 1983 por Miguel Ángel Hernández, Julián Aranda, Manuel Antolínez, Ángel Illescas, Jorge Penacho y Jesús Viñuales, simultáneamente con el Patronato Municipal de Deportes de Fuenlabrada. Tras dos años en la liga local, en el año 1985, logra el ascenso a la competición federada.

### Maná Fuenlabrada
En la temporada 1986 se consigue el patrocinio de la Cafetería Maná, la cual supone una inyección económica muy importante para el club. Aunque la cafetería desapareció se sigue usando el nombre en los equipos de la cantera como homenaje a este patrocinador. En aquellos años se jugaba en las pistas del Colegio Público San Esteban.
En la temporada 86-87, el club se inscribe en la Segunda División Autonómica, y está a punto de conseguir el ascenso, pero en los play-offs le pasa factura su inexperiencia y acaban fracasando en su primer intento. Sin embargo, en la siguiente temporada conseguirían ascender a la Primera División Autonómica. En esta categoría permanecerá dos temporadas, 88-89 y 89-90, sin conseguir el ascenso a la Segunda División Nacional.
En el año 1989 el club cambia su nombre por A. D. Fuenlabrada. Además el equipo se traslada al gimnasio del Colegio Público Miguel Hernández.

### Baloncesto Fuenlabrada crece
Durante los años 90 se producen dos grandes acontecimientos:
- En la temporada 1991-1992 se fusiona con el Club Baloncesto Fuenlabrada Femenino que fundó Antonio Herrera. Se pasa a llamar Club Baloncesto Fuenlabrada. Bajo la dirección técnica de Armando Polo, Juan Antonio Jiménez Jiménez como presidente y Ricardo Luis Izquierdo como gerente, se da un salto más adelante y se juega en Segunda División Nacional, consiguiendo además que el club tenga equipos de formación, y al término de esta temporada era de un número de cuatro.
- En la temporada 1992-1993 con el mandato del presidente Juan Antonio Jiménez Jiménez y con la incorporación como vicepresidente de Fernando Polaina, se profesionaliza el Club al mismo tiempo que se fusiona con el Club Baloncesto Torrejón de Ardoz, consiguiendo participar en la Liga de Primera División y que dirige José Luis Ortiz.

### Fuenlabrada en la ACB
En la temporada 1993-1994 el club se fija el objetivo de ascender a liga ACB sin conseguirlo en esa temporada. Por la reestructuración que sufre la FEB, el equipo juega en la liga EBA. Dos ilustres jugadores formaban parte de la plantilla: Roberto Dueñas descubierto por Miguel Ángel Hernández, fundador y un gran entrenador de las escuelas fuenlabreñas. Este mismo año el Maná-Fuenlabrada asciende a Segunda División Nacional, con Óscar Quintana en el banquillo.
En temporada 1995-1996, Martín Fariñas se ocupa del banquillo, acabando la fase regular en primera posición. Pero en la fase final, las lesiones y la inexperiencia acaban por frustrar el objetivo del ascenso. Aun así, y debido a la mala situación económica del Club Peñas Recreativas de Huesca decide disponer la venta de su plaza en la ACB, y con la mediación de la liga ACB, se vende al Ayuntamiento de Fuenlabrada la franquicia y su plaza en la liga ACB. Por estos derechos y la franquicia el Ayuntamiento abona una cifra próxima a los 400 millones de pesetas. El Fuenlabrada es equipo ACB en la temporada 1996-1997 por primera vez.
El equipo hace una gran inversión en jugadores, tanto nacionales como Joe Alonso o el jovencísimo Salvador Guardia, como extranjeros Ken Bannister. Aun así, el equipo cesa a Martín Fariñas por los malos resultados y toma su lugar en el banquillo el desconocido hasta entonces Óscar Quintana que solo se quedará en el banquillo temporalmente hasta que Andreu Casadevall trata de manera infrutuosa de sacar al equipo de los puestos de descenso a la LEB. Durante la temporada 1997-1998 el Fuenlabrada vuelve a jugar en LEB

### La época «Quintana-Perasovic»
Es en la temporada 1997-1998, jugando en el LEB donde el Fuenlabrada, donde se construye un tamdem que durará casi 6 años y que formará la espina dorsal de la plantilla del Fuenlabrada. En el banquillo se sentará ese año Óscar Quintana que venía de entrenar a las categorías inferiores del club, y tomando el relevo de Andreu Casadevall. A la vez se incorporará un alero llamado Velimir Perasović que procedía del Tau Vitoria. Otros nombre ilustres acompañan a estos dos, como son Ferrán López y de nuevo Salvador Guardia. Este año se proclama campeón de la Copa del Príncipe al imponerse al Inca, y más tarde acabará la fase regular en segunda posición. En los playoffs de ascenso, gana primero al Lucentum Alicante y luego en la final al Breogán de Lugo. Ambos partidos los gana por sendos 3-1 a favor de los madrileños. El Fuenlabrada asciende a ACB esta vez por méritos propios.
En su primer año en la ACB, el equipo se clasifica para los playoffs gracias a la aportación de jugadores como Nate Huffman, Carlos Cazorla, Ferrán López, Salvador Guardia y sobre todo la de Velimir Perasović, que es el mejor anotador de la ACB en esa temporada.
En las tres temporadas siguientes, Perasovic se proclama de nuevo máximo anotador de la liga y el Jabones Pardo Fuenlabrada se clasifica de nuevo para los playoffs en las temporadas 2000-2001 y 2001-2002. En estas tres temporadas destacan David Wood, Chuck Kornegay, Fran Murcia, Pablo Prigioni y un jovencísimo José Manuel Calderón.
En la temporada 2002-2003 se produce la marcha del histórico Velimir Perasović y de José Manuel Calderón, pero se produce la llegada de ilustres de la ACB como Francesc Solana y Richard Scott. Pero el fichaje que cambiará la temporada es el de un jugador argentino, desconocido entonces, llamado Walter Herrmann. Pronto se convierte en la revelación de la temporada siendo el MVP, el MVP del All Star y el Máximo Anotador de la ACB, siendo traspasado al final de la temporada al Unicaja de Málaga.

### Fin de una época
Tras la marcha de Walter Herrmann, y José Manuel Calderón, el equipo se ve obligado a una gran renovación. El equipo ficha a Javi Rodríguez procedente del Breogán de Lugo, Hurl Beechum alero del desaparecido Cáceres C.B. que fue el mejor triplista del 2002-2003 y repesca a Salvador Guardia procedente del Baloncesto Granada donde fue repescado tras cortarle en el Caja San Fernando. Francesc Solana sigue como capitán, y en el banquillo se mantenía Óscar Quintana. Tras una de las temporadas más ajustadas que se recuerdan, el equipo desciende tras una gran remontada del Etosa Alicante en las últimas jornadas de liga regular.
Tres jornadas antes, Óscar Quintana abandona el banquillo, dejando tras de si una gran polémica sobre su marcha.

### Un año en la LEB
En la temporada 2004/2005, el Fuenlabrada se encuentra en la tesitura de volver a montar un bloque que se desmorona. Mantiene a Rubén Quintana, Francesc Solana y Salvador Guardia. La renovación por tanto es total en el equipo donde se cambia de entrenador: Luis Casimiro, y se ficha a viejas glorias como Ferrán López y Paco Martín, como también a jóvenes promesas como a Rubén Quintana y Sergio Pérez "El Patas". Se completa la plantilla con jugadores con amplia experiencia LEB como son Tom Wideman, David Gil y Jorge García. Tras la lesión de Jorge García, el Fuenlabrada ficha a Diego Guaita que también se lesionó y luego a Gregory Stempin. Durante este año, el Fuenlabrada, es el claro dominador de la temporada, líder de la liga regular, y campeón de la Copa Príncipe ante el IBB Menorca, por solo un punto, en Huesca. Para los play-offs se fichó al ala-pívot estadounidense con experiencia ACB Rodney Elliott. Meses después, tras asegurar el ascenso en una agónica eliminatoria contra el Huelva (consiguiendo la victoria definitiva en casa), esta final se reeditará, con la victoria del equipo madrileño otra vez por solo un punto, eso si, esta vez ante su afición.

### El retorno a la élite
Al llegar la temporada 2005-2006, Fuenlabrada abre un ciclo vigente hasta el momento en la Liga ACB. La directiva del club apuesta por un bloque consolidado en la temporada anterior con alguna cara nueva. Mantiene su confianza en jugadores como Francesc Solana, Salvador Guardia y Ferrán López, dirigidos por Luis Casimiro, el entrenador del ascenso. Tom Wideman sería la referencia interior, y por medio de Julián Aranda se traen valores como Saúl Blanco, Aigars Vitols o Sergio Sánchez Cárdenas, jugadores llamados a ser el futuro de la competición.
Tras una primera vuelta que le sitúa 8.º, entra dentro de puestos para jugar la Copa del Rey, con polémica incluida. La polémica fue provocada por la exclusión del Fuenlabrada para disputar la Copa del Rey de ese año, ya que no se le considera equipo anfitrión a pesar de pertenecer a la Comunidad de Madrid y tuvo que ceder su plaza al Real Madrid. Al finalizar la primera vuelta, entra el equipo en una tónica poco positiva y comienza una racha de derrotas, que sería enmendada poco después, con alguna victoria que otra. Como Jawad Williams no acababa de convencer, el club se trajo a otra promesa, Casey Calvary, alapivot australiano para finalizar la temporada, terminando el equipo la temporada en décimo lugar.
La nueva temporada 2006-07 empieza con una renovación bastante importante de la plantilla, aunque mantiene los pilares básicos de la anterior.La directiva del club madrileño hizo cuatro incorporaciones de cara a esta campaña, fueron Gerald Brown base procedente del Leche Río Breogán, Andrés Miso escolta procedente del Adecco Estudiantes y una de las promesas en su puesto, José Antonio Paraíso y por último la última incorporación fue la de todo un veterano Virginijus Praskevicius que llega procedente del Upea Capo d´Orlando de la LEGA italiana. Seguían de la anterior campaña Ferrán López, Francesc Solana, Salva Guardia, el jovencísimo Saúl Blanco, Jorge García y el único americano del conjunto Tom Wideman. El equipo parecía que empezaba bien sobre todo en casa donde se hicieron fuertes.Pero una de las pegas fue que el equipo solo consiguió una única victoria fuera de casa que fue ante el recién ascendido Bruesa Gipuzkoa en San Sebastián. Se apartó indefinidamente del equipo a Virginijus Praskevicius por motivos de indisciplina y bajo rendimiento y en su lugar se fichó al ala-pívot procedente del Adecco Estudiantes José López Varela que nunca llegó a debutar con el equipo y que solo ayudaba en los entrenamientos.El equipo sufrió mucho en las posiciones interiores ya que solo había una rotación de tres hombres. Lamont Barnes reforzó al equipo en febrero.
Después del penúltimo partido en casa contra el DKV Joventut se produjo la primera de las retiradas de los jugadores míticos del club. Francesc Solana anunciaba que dejaba el baloncesto profesional. Para los dos últimos partidos se fichó a Xavi Puyada base procedente del Hospitalet de la liga LEB por la lesión de Gerald Brown.En el último partido en casa ante el Caja San Fernando se produjo una calurosa y emotiva despedida de Francesc Solana y el equipo le brindó una victoria por cerca de 30 puntos ante el Caja. También le homeneajearon en el último partido en Girona de donde salió.El equipo terminó la temporada en una digna 12 posición con 14 victorias y 20 derrotas, ya que a lo largo de la temporada hubo muchos contratiempos.
La temporada 2007-08 se inició con variaciones en la plantilla del primer equipo y en el organigrama del Club. En cuanto al plantel de jugadores el base Nesovic, el escolta Vuk Radivojevic, los aleros Marko Tomas y Matías Sandes, y el pívot Peter John Ramos. Al frente del banco continuaba Luis Casimiro. Los cambios en el organigrama eran fundamentalmente dos: José Javier Jiménez era nombrado director general en sustitución de Julián Aranda. Por su parte, Luis Guil se convertía en director deportivo de la entidad, puesto que sumaba al de responsable técnico de los equipos de formación (Sub-20, EBA y Junior). Una característica marcó la campaña: La temporada no fue fácil para el club, debido a que el comienzo fue con un calendario muy duro y acarreó diferentes cambios en la plantilla. El primero de ellos, trae como jugador a Iván Tomas en lugar de Nesovic. Justo coincidiendo con la llegada de su hermano, Marko Tomas sufre una importante lesión que conlleva el fichaje del escolta serbio Nikola Vasic. El 24 de febrero de 2008 merece mención aparte: primera victoria del equipo ante el AXA FC Barcelona. Un histórico 77 - 69. Un último cambio se produjo en la plantilla: llegó el base Chris Hernández y se marchó cedido el pívot Peter John Ramos.

### La era de Luis Guil
La temporada 2008-09 supuso una gran renovación. El Cuerpo técnico se conforma por Luis Guil y Chus Mateo además de Sergio Jiménez (segundo entrenador ayudante) y Carlos Aragón (preparador físico).
En el plantel de jugadores también se presentaron muchas e importantes novedades. Kristaps Valters era el elegido como timonel desde el puesto de base, Antonio Bueno retornaba casi una década después para reforzar nuestro juego interior. Para esa misma posición se fichó al ala-pívot Leonardo Mainoldi, al experimentado Rafa Vidaurreta y se repescó tras su cesión a Peter John Ramos. Pero la mayor y más llamativa apuesta fue la de Brad Oleson, un jugador sin experiencia en ACB en el que el club decidió confiar el puesto de escolta titular.
De los que seguían, solo Saúl Blanco parecía destinado a tener un papel de gran protagonismo.
Contundente triunfo en el debut liguero contra CB Murcia y MVP de las jornadas 1 y 2 para Saúl Blanco y Brad Oleson. Había buenos mimbres que se completaron con el fichaje de Nikoloz Tskitishvili, todo un número 5 del draft en la NBA.
Durante la primera vuelta estuvimos siempre rozando los puestos coperos con un juego atrevido que convirtió al ALTA GESTION Fuenlabrada en uno de los equipos máximos anotadores de la temporada. Se pueden destacar partidos como el triunfo en pista del Estudiantes (71-89) o el encuentro contra el Bruesa GBC jugado en casa (108-75).
Baloncesto Fuenlabrada obtuvo seis victorias consecutivas como locales igualando su récord histórico y sumaron triunfos valiosos a domicilio.
En unas últimas jornadas de infarto, el Fuenlabrada venció fuere de casa en San Sebastián y Sevilla e hizo lo propio en casa frente a CB Granada y TAU Cerámica. El partido con los vitorianos fue toda una demostración del juego desplegado por nuestro equipo durante toda la campaña (103-90). Sin embargo, una rocambolesca última jornada con cuatro equipos pugnando por el séptimo y el octavo puesto nos dejó fuera debido a nuestra derrota final contra el DKV Joventut.
Público, compañeros y canteranos rindieron un merecidísimo homenaje a Ferrán López en el último partido de la temporada. La retirada como jugador de nuestro capitán ponía broche de oro a una magnífica temporada.
En su segunda temporada, 2009 - 2010 Luis Guil contaría con un trío de lujo conformado por Esteban Batista, Gerald Fitch y Chris Thomas sobre el que se apuntalaría el juego con hombres veteranos como Ferrán Laviña o Matías Sandes, o un jugador llamado a resurgir, Tal Burstein.
El comienzo de temporada fue digno de mencionar ya que conforma el mejor arranque liguero de la temporada, 4 victorias consecutivas que fueron secundadas por 7 duras derrotas, la última en diciembre ante un Joventut de Badalona que sacaba los colores al club, y provocaba la destitución del entrenador y el expediente a toda la plantilla.
Salvador Maldonado toma las riendas del equipo tras 4 partidos con Chus Mateo. Y llegan refuerzos al equipo, un jugador del club para intentar revertir la situación: Salvador Guardia y otro destinado a reforzar los entrenamientos: Devin Davis, por el bajo rendimiento de Kaspars Bērziņš y José Ángel Antelo. La temporada se salva no sin problemas.

### Salvador Maldonado asombra al mundo
Durante la temporada 2010 - 2011, Maldonado sigue al frente del club, junto a su ayudante José Samaniego, y se plantea un nuevo equipo donde Mainoldi, Jon Cortaberría, Guardia, Quino Colom, Laviña, Batista y Gustavo Ayón, que regresa de su cesión en Tenerife, siguen en el equipo. Se ficha a Luboš Bartoň, se consigue la cesión de Xavier Rabaseda y se ficha a otro jugador que necesita despuntar, Davor Kus.
Una temporada, en la que Esteban Batista abandona el club, para fichar por Saski Baskonia debido a la ausencia de dinero en el club fuenlabreño por no tener patrocinador. La venta del jugador ayudaría a cuadrar las cuentas del equipo, pero perjudicaría los intereses del mismo de cara a clasificarse para la Copa del Rey. Copa del Rey de la que se cayeron tras perder ante Valladolid y en la última jornada ante el Real Madrid con polémica final incluida.
Bismack Biyombo sube al primer equipo, dando unas muestras de calidad que asombraron a la competición y Gustavo Ayón se convierte en referente del conjunto. Pero, el jugador senegalés, acudió a un torneo de demostración a Estados Unidos, y tras ello, no volvió a jugar con el conjunto fuenlabreño, como su entrenador anunció.
Para suplir la baja de Bismack, se utiliza a Adrián Laso, consiguiendo la clasificación para los playoffs por el título tras años de ausencia, aunque fueron eliminados en la primera ronda. Salvador Guardia se retira tras el partido en el que Fuenlabrada cae eliminado de la eliminatoria.

### Porfirio Fisac y su filosofía
Nueva temporada y nuevo entrenador. Porfirio Fisac se hace cargo del club madrileño, fichando a un elenco de jugadores contrastados y nuevos con la continuidad de un bloque para afrontar la temporada 2011 - 2012, en la que el club participaría en Eurochallenge
Siguen en el equipo Quino Colom, Ferrán Laviña, Jon Cortaberría, Gustavo Ayón, Luboš Bartoň y Leo Mainoldi; y se ficha a Sergio Sánchez que vuelve tras años de ausencia en el club, Mouhamed Saer Sene, el neozelandés Kirk Penney y se sube de la cantera a Álvaro Muñoz, Adrián Laso y Javier Vega.
Con esta plantilla comienza la temporada el equipo, con más o menos buenos resultados. Tras el 6-4 inicial, Gustavo Ayón pone rumbo a la NBA y Leonardo Mainoldi y Mouhamed Saer Sené caen lesionados dejando en cuadro el juego interior de Fuenlabrada. Sobreponiéndose a la adversidad, el equipo consigue 3 victorias consecutivas (2 en liga y una en Eurochallenge) gracias a la aportación temporal de Robert Joseph que vendría del club vinculado de Ávila para ayudar. Saúl Blanco es fichado tras ser desvinculado de Unicaja de Málaga y se incorporan Mike Hall y Michel Diogoye Diouf para completar el equipo que disputará el resto de la temporada.

## XX Aniversario de Partizán de Fuenlabrada
En la temporada 1991-1992, con motivo de la Guerra de los Balcanes, FIBA prohíbe jugar sus encuentros a varios equipos, entre los que se encuentra Partizán de Belgrado. Rápidamente, negocian a través de Dorna Sports, la llegada del equipo a Fuenlabrada para disputar sus encuentros en la ciudad; todos los correspondientes a la Competición Europea hasta que se desbloqueara la prohibición.
La ciudad acoge al equipo rápidamente como uno propio y le presta su apoyo, hasta el punto que en el encuentro contra Joventut de Badalona, correspondiente a las fases previas a la gran final, la afición local apoya a su equipo, Partizan de Fuenlabrada levantando las airadas críticas de la prensa nacional deportiva y la sorpresa de la prensa local de Belgrado.
FK Partizan Belgrado vence en la máxima competición Internacional esa temporada, consiguiendo la que es hasta hoy la única Euroliga de su palmarés, y la primera de las 8 que ganaría su entrenador, el debutante Željko Obradović.
En la temporada 2011-2012, con motivo del XX aniversario del evento, Canal Plus a través de Informe Robinson y la colaboración de Baloncesto Fuenlabrada y el Ayuntamiento de Fuenlabrada realizan un documental conmemorando esta efeméride. Además, el club con motivo de su vuelta a Europa, compitiendo en Eurochallenge adopta los colores blanco y negro para su uniforme en dicha competición, como homenaje al FK Partizan Belgrado.
El 21/09/2012, se celebra en el Pabellón Fernando Martín de Fuenlabrada, un emotivo partido de homenaje entre el FK Partizan Belgrado y el Baloncesto Fuenlabrada, ante 5000 espectadores con la presencia de Predag Danilovic y Nikola Lonkar entre otros, conmemorando así los 20 años de la Primera Copa de Europa de Partizán de Fuenlabrada.

### Historial Liga
| Temporada | Categoría        | Nivel | Puesto | Balance | Playoff       | Copa                |
| 1991-1992 | Segunda División | 3     | 11º    |         |               |                     |
| 1992-1993 | 1.ª División B   | 2     | 21.º   | 13-15   |               |                     |
| 1993-1994 | 1.ª División B   | 2     | 2.º    | 22-8    | Dieciseisavos |                     |
| 1994-1995 | Liga EBA         | 2     | 2º     | 20-6    | Dieciseisavos |                     |
| 1995-1996 | Liga EBA         | 2     | 3º     | 25-5    | Segunda ronda |                     |
| 1996-1997 | ACB              | 1     | 18º    | 4-30    |               |                     |
| 1997-1998 | LEB              | 2     | 2º     | 17-7    | Subcampeón    | Campeón C. Príncipe |
| 1998-1999 | ACB              | 1     | 7º     | 18-16   | Cuartos       | Cuartos             |
| 1999-2000 | ACB              | 1     | 15º    | 11-23   |               |                     |
| 2000-2001 | ACB              | 1     | 7º     | 20-14   | Cuartos       | Cuartos             |
| 2001-2002 | ACB              | 1     | 7º     | 19-15   | Cuartos       |                     |
| 2002-2003 | ACB              | 1     | 14º    | 14-20   |               |                     |
| 2003-2004 | ACB              | 1     | 17º    | 13-21   |               |                     |
| 2004-2005 | LEB              | 2     | 1º     | 27-7    | Campeón       | Campeón C. Príncipe |
| 2005-2006 | ACB              | 1     | 10.º   | 15-19   |               |                     |
| 2006-2007 | ACB              | 1     | 12º    | 14-20   |               |                     |
| 2007-2008 | ACB              | 1     | 13º    | 13-21   |               |                     |
| 2008-2009 | ACB              | 1     | 9º     | 15-17   |               |                     |
| 2009-2010 | ACB              | 1     | 16º    | 12-22   |               |                     |
| 2010-2011 | ACB              | 1     | 7º     | 20-14   | Cuartos       |                     |
| 2011-2012 | ACB              | 1     | 16º    | 12-22   |               | Cuartos             |
| 2012-2013 | ACB              | 1     | 14º    | 12-22   |               |                     |
| 2013-2014 | ACB              | 1     | 15º    | 12-22   |               |                     |
| 2014-2015 | ACB              | 1     | 18º    | 8-26    |               |                     |
| 2015-2016 | ACB              | 1     | 8º     | 17-17   | Cuartos       | Cuartos             |
| 2016-2017 | ACB              | 1     | 12º    | 12-20   |               |                     |
| 2017-2018 | ACB              | 1     | 9º     | 17-17   |               | Cuartos             |
| 2018-2019 | ACB              | 1     | 13º    | 13-21   |               |                     |
| 2019-2020 | ACB              | 1     | 17º    | 5-17    |               |                     |
| 2020-2021 | ACB              | 1     | 15º    | 12-24   |               |                     |
| 2021-2022 | ACB              | 1     | 14.º   | 12-22   |               |                     |
| 2022-2023 | ACB              | 1     | 18.º   | 4-30    |               |                     |
| 2023-2024 | LEB              | 2     | 10º    | 16-18   |               |                     |

| Leyenda                |
| Primer Nivel Nacional  |
| Segundo Nivel Nacional |
| Tercer Nivel Nacional  |
| Cuarto Nivel Nacional  |
| Primer Nivel Regional  |

## Afición
La afición, en Baloncesto Fuenlabrada cobra una parte importante como muchas veces afirman desde el propio club. Cuenta con una buena base de seguidores, unidos en seis peñas que dan soporte al club vaya donde vaya. Estas son Fuenlabrada Blues (los únicos que mantienen los colores originales del club), Naranjo, Animal, Fuenlabasket, 3-14 y Cerro El Molino. Antiguamente existía otra peña llamada "Ellas" que desaparece cuando el club desciende a la LEB. 
La mayoría del aforo del Fernando Martín se corresponde a asientos de abono.

## Jugadores
Entre las peculiaridades al respecto de los jugadores de Baloncesto Fuenlabrada se puede citar que Roberto Dueñas fue descubierto por un ayudante técnico en una parada de autobús. Tuvo ficha con el primer equipo, pero nunca llegó a debutar. Además, Jan Martín, hijo del malogrado Fernando Martín debutó en la temporada 2004/2005 cuando el club jugaba en liga LEB en la pista que lleva el nombre de su padre.
Óscar Quintana, exentrenador del equipo, y hermano del actual presidente del club, José Quintana (por aquel entonces alcalde de Fuenlabrada) tuvo bajo sus órdenes a su sobrino, José Quintana, que se retira por una lesión en la rodilla.

### Plantilla
- Se indica el tipo de licencia entre paréntesis (JFL o jugador formado localmente, EXT o extracomunitario, COT o cotonou y EUR o Pasaporte europeo/comunitario

## Entrenadores históricos
- 1995 - 1997 Martín Fariñas Destituido en la temporada 1996-1997.
- 1997 - 1997 Óscar Quintana Interino durante la llegada de Casadevall.
- 1997 - 1997 Andreu Casadevall Comienza a mitad de temporada.
- 1997 - 2004 Óscar Quintana
- 2004 - 2008 Luis Casimiro
- 2008 - 2009 Luis Guil Destituido a mitad de temporada 2009-2010.
- 2009 - 2010 Chus Mateo 4 partidos.
- 2010 - 2011 Salva Maldonado Comienza en enero de 2010.
- 2011 - 2012 Porfirio Fisac Destituido en la Jornada 7 2012-2013
- 2012 - 2013 Trifón Poch
- 2013 - 2014 Chus Mateo Destituido a mitad de temporada.
- 2013 - 2015 Luis Casimiro Destituido en la temporada 2014-2015.
- 2014 - 2015 Hugo López Muñoz Contratado a mitad de temporada.
- 2014 - 2015 Jesús Sala Naranjo Al frente como primer entrenador tras el cese de Hugo López
- 2015 Žan Tabak 6 partidos.
- 2015 - 2017 José Ramón Cuspinera
- 2017 - 2018 Néstor García
- 2018 Agustí Julbe[3]
- 2018 - 2019 Néstor García
- 2019 - 2020 José Ramón Cuspinera
- 2020 Paco García
- 2020 - 2021 Javier Juárez Crespo Destituido a mitad de temporada.
- 2021 - 2022 Josep Maria Raventós
- 2022 - 2023 José Luis Pichel
- 2023 Óscar Quintana
- 2023 - 2025 Toni Ten
- 2025 - Actualidad. Iñaki Martín

## Dorsales retirados
El septiembre de 2019 se retiraron los dorsales de 5 jugadores históricos del club fuenlabreño:
- Velimir Perasovic, 6. Jugó 5 campañas (1997-2002).
- Marko Popovic , 2. Jugó cuatro temporadas.  (2015-2019).
- Ferran López, 10.  Jugó 9 campañas en dos etapas (1997-2001 y 2004-2009), durante las cuales se convirtió en el líder histórico del Baloncesto Fuenlabrada en asistencias y robos. Desde el año 2009 es secretario técnico del equipo madrileño.
- Francesc Solana, 13. Jugó 5 campañas. (2002-2007).
- Salva Guardia, 8. Jugó entre 1996 y 2011 en tres etapas y disputó 330 partidos en la ACB, a los que hay que sumar los encuentros de LEB.[4]